# سیارک ۶۰۰۰۸
سیارک ۶۰۰۰۸ (به انگلیسی: 60008 Jarda، نامگذاری:1999TP16)۶۰۰۰۸مین سیارک کشف شده‌است که در ۱۴ اکتبر ۱۹۹۹ کشف شد.